# Emoia tropidolepis
Emoia tropidolepis — вид сцинкоподібних ящірок родини сцинкових (Scincidae). Ендемік Нової Гвінеї.

## Поширення і екологія
Emoia tropidolepis мешкають в басейніх річок Дігул, Лоренц, Міміка, Сетеква, Отаква і Флай на півдні Нової Гвінеї. Вони живуть у вологих рівнинних тропічних лісах, на сонячних галявинах і в садах. Зустрічаються на висоті до 500 м над рівнем моря.